# Burgstall Oberroning
Der Burgstall Oberroning ist eine abgegangene mittelalterliche Höhenburg auf etwa 460 m ü. NHN, die unmittelbar nordöstlich des Rottenburger Ortsteil Oberroning im Landkreis Landshut auf dem Venetsberg (auch: Venusberg) liegt. Die Entfernung zur Expositurkirche Mariä Himmelfahrt beträgt rund 350 Meter.
Von der ehemaligen zweiteiligen Burganlage ist nur noch der künstlich überhöhte Turmhügel des Bergfrieds erhalten. Heute ist der Burgstall als Bodendenkmal D-2-7238-0107 „Mittelalterlicher Burgstall“ vom Bayerischen Landesamt für Denkmalpflege erfasst.

## Geschichte
Der Ort Roning, das heutige Oberroning, wurde 760 erstmals erwähnt, als ein Adalunc dem Kloster St. Emmeram in Regensburg Besitzungen schenkte. Damit zählt Roning zu den am frühesten genannten Orten des Landkreises. Eine Burg der Grafen von Roning wurde 1045 erstmals erwähnt. Mit dem Aussterben der Grafen um 1180 ging die Burg und die Grafschaft Roning in den Besitz der Wittelsbacher über. Bei kriegerischen Auseinandersetzungen zwischen Herzog Ludwig I. von Bayern und Bischof Konrad III. von Regensburg wurde die Burganlage im Jahre 1203 zerstört.
Die Burg wurde vermutlich schon früher aufgegeben, da Abt Heinrich I. von Kloster Mallersdorf bereits Eisen und Steine für den 1177 eingeweihten Erweiterungsbau seiner Klosterkirche abholen lassen durfte.